# قطعنامه ۸۵۳ شورای امنیت
قطعنامه ۸۵۳ شورای امنیت سازمان ملل متحد که در تاریخ ۲۹ جولای ۱۹۹۳ تصویب شد، سندی بین‌المللی دربارهٔ ارمنستان-جمهوری آذربایجان است. این قطعنامه طی نشست ۳۲۵۹ام با ۱۵ رای موافق، ۰ مخالف و ۰ ممتنع تصویب شد.